# ホテル青森
株式会社ホテル青森（ホテルあおもり）は、青森県青森市の中心部にある国際興業系列のホテルである。

## 概要
日本銀行青森支店長だった吉田満の提唱によって、ホテル建設計画が持ち上がり、地元財界と青森市などの出資によって県都のモデルホテルとして建設され、1967年12月に地上6階、客室57室で開業。昭和天皇をはじめ明仁上皇と上皇后美智子、今上天皇と皇后雅子の天皇家三世代のほか、各宮家の人々を迎えてきた。また高松宮宣仁親王が名誉株主となるなど青森の迎賓館的役割を目指していた。
1977年の青森国体開催を機に客室96室に増築。国体に出席した昭和天皇の宿泊もあったが、以後、ホテル経営のノウハウに乏しく、これに増築などによる過剰設備投資が加わり、累積欠損が増大した。このため、大株主であった青森銀行が株主たちを取りまとめ、国際興業に譲渡を申し入れ、1986年4月1日付で、国際興業が全株式を取得し完全子会社とした。
1989年4月、全面改築を前に国際興業グループである花巻温泉株式会社と合併。ホテル運営会社としてホテル青森を新発足させ、改築工事に着手。1992年5月、地下1階・地上17階の建物が完成した。総工費は155億円。改築となったホテル青森は県内において、アスパムに次いで二番目に高い建物となった（塔や橋を除く）。
2004年に国際興業グループのKyo-ya Japan Investment Co.,Ltd.（キョウヤ・ジャパン・インベストメント・カンパニーリミテッド）に所有権が移るが、2013年より国際興業が直接保有している。
2011年、ホテル青森などが中心となり県内7つの観光関連の企業・団体で「あおもり冬活会議」を設立。「角巻き（かくまき）」を青森の冬の観光資源にしようとする動きが見られる。

### 施設仕様
国際会議も開催可能な大宴会場を備えるほか、レストラン、カフェ、美容室、写真館、チャペル、神殿等も併設され、あらゆるニーズに応えられるよう設計されている。また、ブライダル関連の設備・サービスも充実している。1階カフェレストラン「スワン」で開催されるバイキング形式の朝食は好評を博しており、新聞のコーナー記事内でも紹介された事がある。
都市型ホテルには珍しく、数室ではあるが和室も備えており、茶室を持った和室スイートも存在する。洋室のスイートルームは3タイプ4室あり、125㎡のロイヤルスイートにはプライベート・バーが備えられている。館内にはさまざまな絵画が展示されているが、5階ロビーには奈良岡正夫による青森の四季を表した作品四点が飾られている。展示用の案内板の説明文には、現在の建物が完成した記念にこのホテルのために描かれたものである旨の記載がある。
客用エレベーターは17階までだが、実は18階にクラブが存在する。元々は会員制のクラブとして計画されたが、実際には会員制クラブとしては利用されず、結婚式の二次会場など一般に開放されている。

## 施設
| - 客室 155室 - 宴会場 6室 - 楽屋 2室 - 会議室 3室 - VIPルーム 1室 - 料亭 3室 | - 洋個室 2室 - 美粧室 3室 - 神殿 - チャペル - 写場 - カフェ／レストラン 3店舗 | - BAR 1店舗 - クラブ 1店舗 - 売店 1店舗 - テナント 2店舗 - ブライダル受付用サロン 1店舗 - 駐車場 |

## アクセス
- 青森駅東口よりタクシーにて約10分及びあおもりシャトルdeルートバスねぶたん号（青森観光バス）右回りコース（青森駅⑦番乗り場）より約15分。ホテル青森前下車。
- 新青森駅よりタクシーにて20分及びあおもりシャトルルートバスねぶたん号（右回りコース東口③乗り場。約35分。※但し18時53分発除く　左回りコース南口①乗り場。約45分程）でホテル青森前下車。玄関内にバス停がある。
- 東北自動車道 青森ICより車で15分
- 青森空港よりタクシーで30分。バス（JRバス東北）で新町2丁目下車後タクシーで5分。

### 注
1. ↑  昭和天皇と今上天皇、皇后は1977年のあすなろ国体（第32回国民体育大会）開催時に、徳仁親王と同妃雅子は1997年の第21回全国育樹祭で宿泊している。また徳仁親王は2011年に平成23年度全国高等学校総合体育大会でも宿泊している。
2. ↑  かつてアメリカ・ハワイ州のホノルルで「モアナ・サーフライダー・ウェスティン・リゾート&スパ」「シェラトン・プリンセス・カイウラニ」「ロイヤル・ハワイアン」「シェラトン・ワイキキ」など複数のホテルを経営する京やの日本法人であった。正式名称はKyo-ya Japan Investment Co.,Ltd.東京支店。本店の屋号は、かつてハワイで経営するレストランの名前でもあったが、レストランは2007年3月31日に閉店している。
3. ↑  通常の美容室ではなく婚礼専用を目的としている為、一般の利用は制限されている。
4. ↑  最上階レストランは基本的に昼の営業のみ。それ以外は多目的ホールとして主に使用されている。
5. ↑  フラワーショップ「中村生花店（花のなかむら）」、ウェディングドレスショップ「FOUR SIS & CO.（フォーシスアンドカンパニー）」が出店中。